# ГЕС Xiǎngshuǐ
ГЕС Xiǎngshuǐ (响水水电站) — гідроелектростанція на півдні Китаю у провінції Ґуйчжоу. Знаходячись після ГЕС Maojiahe, становить нижній ступінь каскаду на річці Gexiang (Qingshui), правій твірній Beipan, котра в свою чергу є лівим витоком Hongshui (разом з Qian та Xun утворює основну течію річкової системи Сіцзян, яка завершується в затоці Південно-Китайського моря між Гуанчжоу та Гонконгом). При цьому нижче по сточищу на Бейпан створений власний каскад, котрий починається із ГЕС Шанніпо.
В межах проекту річку перекрили арковою греблею висотою 68 метрів та довжиною 189. Вона утримує водосховище з об'ємом 8,3 млн м3 та припустимим коливанням рівня поверхні в операційному режимі між позначками 1133 та 1150 метрів НРМ (під час повені до 1163,1 метра НРМ).
Зі сховища через правобережний гірський масив прокладено дериваційну систему, котра живить розташовані за понад чотири кілометри два машинні зали, зведені вже на правому березі Бейпан після злиття її витоків. Перший із них ввели в експлуатацію у 2003 році з двома турбінами потужністю по 50 МВт. В 2011-му його доповнили другим залом з двома агрегатами потужністю по 65 МВт, котрі використовують номінальний напір у 210 метрів. Разом обидві черги станції виробляють 1 млрд кВт-год електроенергії на рік.
Видача продукції відбувається по ЛЕП, розрахованій на роботу під напругою 110 кВ.